# Инверейский сад
Сад Инве́рью (англ. Inverewe Garden)— ботанический сад в Северо-Шотландском нагорье. Благодаря предпочтительному расположению на северо-западном побережье Шотландии, прямо на берегу тёплого Гольфстрима, здесь можно встретить разнообразные растения, совершенно нетипичные для этой широты.
Растения привезены в основном из Австралии, Тасмании и Новой Зеландии, Китая, Японии и Гималаев, а также из Южной Америки и Северной Америки с умеренным климатом.

## История
Основателем сада Инверью был шотландец Осгуд Маккензи. Когда он унаследовал участок бесплодной земли на берегу моря, в заливе Лох-Ю, площадью около 850 гектаров, первоочередной задачей было обеспечение защиты от ветра и непогоды. Осгуд начал высаживать большие деревья и кустарники, например, чёрную сосну, дугласову пихту, рододендроны, чтобы сделать "забор".
Первоначальносозданный сад был уничтожен пожаром в 1914 году. Работая над восстановлением сада, в 1922 году Осгуд Маккензи умер. Сад Инверью перешёл к его дочери Майри Сойер. В 1937 году она и её второй муж восстановили территорию сада.
В 1952 году Майри Сойер передала владения Национальному фонду Шотландии, который заботится о них по сей день.

## Описание
Территория сада Инвнрью насчитывает более 2500 экзотических растений и цветов. Также на территории имеется большая зона, предназначенная для отдыха. Сад очень красочный с апреля до поздней осени, а весной известен своей коллекцией рододендронов, которые распускаются в январе и цветут большую часть года. Но самые красочные месяцы, когда цветёт большинство растений, – это июль и август.
В саду также есть большая коллекция кандыков (Erythronium), посмотреть на которые можно на фестивале Erythronium.
Удалённая и уединённая территория сада становится всё более популярной для туристических экскурсий, которые ежегодно посещают в среднем 200 000 посетителей.